# World of Tanks
World of Tanks (срп. Свет тенкова) је компјутерска игра издана од стране белоруског Wargaming.net-a 30. октобра 2010. године у Русији.
Она је симулација тенкова и тенковских борби из Другог светског рата, и игра се као играч против играча. У игрици има 140 тенкова из: бившег Совјетског Савеза, Француске, бивше Немачке са пореклом од Чехословачке, (зато што су се неки тенкови производили у Шкоди), тенкови из Америке и тенкови из Јапана.
Први тенкови који су били у игрици су БТ-7, СУ-85, Т-34, Панцер VI Тигар, Хамел и Панзер IV. У 2011, игрица је ушла у Гинисову књигу рекорда оборивши рекорд у категорији од највише играча на ММО серверу. Рекорд је осигуран 23. јануара 2011. године, са 93.311 играча на руском ММО серверу. Тај постојећи рекорд је оборен са више од 105.000 хиљада играча на европском ММО серверу, 13. априла 2012. године. У 2012. години уведени су тенкови из Уједињеног Краљевства и Кине а децембра 2013. из Јапана.
Игра је званично преведена на српски језик.

## Начини игре
У игрици World of Tanks постоје шест начина игре: напад, која траје 10 минута и циљ игре је да се заузме непријатељска база, одбрана, која траје 10 минута и циљ игре је да се одбрани пријатељска база, стандарна битка, која траје 15 минута и циљ је да се заузме непријатељска база, битка у сусретању, која траје 10 минута и циљ игре је да се заузме база и тимска борба, која траје 15 минута и циљ је да се заузме непријатељска база. Алтернативни завршетак сваког од начина игре је уништавање свих непријатељских тенкова, јер тада нема битки које би се одвијале. Такође у игрици World of Tanks постоје још неке врсте игре а то су :кланске битке
које се одржавају у ограниченим пределима света : Европи, северној Африци и источној Азији
(зависи на коме сте серверу прикључени). Кланске битке се такође састоје до модова игара напад, битка у сусретању и стандардна битка,
али се састоје од више кланова (група), који се састоје од више људи и они учествују на разним турнирима у игрици World of Tanks.
У клановима постоји и мапа која се зове Кланска мапа која показује који клан поседују коју територију (коју је клан освојио помоћу
битки којима је присуствовао и победио). У игри се после битке добијају искуствени поени који служе за изучавање (куповину) нових тенкова .
У тренинг биткама се не освајају искуствени поени и играчи се позивају.

## Мапе у игрици
Мапу у игрици World of Tanks се деле у више мапа из шест континената : Артика;мапа Артик и Фјорд (Норвешка)
,Европа;(неке од европских мапа):Битка код Прохоровке, Малиновка и др, Северна Америка;мапа Ауто-пут, Азија; мапа Усамљено село и др.

## Оклопна возила
Оклопна возила у игри су подељена у пет класа: лаки тенкови, средњи тенкови, тешки тенкови, ловци тенкова и самоходна артиљерија, а играчима је на располагању преко 400 тенкова из десет држава: Совјетског Савеза, Француске, Немачке, Америке, Уједињеног Краљевства, Кине, Јапана, Чехословачке, Шведске и Италије .
Неки од немачких тенкова су тешки тенк Панцер VI Тигар, средњи тенкови Панзер IV, Панзер III, артиљерије Веспе, Штурмпанцер I Бизон, Хамел, ловци тенкова Мардер I, Мардер II, Мардер III и Хецер, док су неки од совјетских тенкова средњи тенкови Т-34, Т-28, Т-43, лаки тенк Т-26, тешки тенк КВ-1, артиљерије СУ-26 и СУ-18. Неки амерички тенкови су: средњи тенкови М3 Ли, М4 Шерман и М7, лаки тенк М3 Стјуарт, ловци тенкова Т40 и M18 Хелкет, артиљерије М7 Прист и М37. Сви кинески тенкови (има их само три у игрици и то на кинеском серверу) су лаки тенк Тип 62, средњи тенк Тип 59 и тешки тенк ВЗ-111. Неки од француских тенкова су: средњи тенк шар Д2, тешки тенкови шар Б1 и АРЛ-44, лаки тенкови Рено ФТ, Хочкис H-39 и шар Д1.

## Историја игре
Концепт игре је настао 29. децембра или 30. децембра 2008. Игру је званично најавио Wargaming.net студио 24. априла 2009. Програмери тврде да је буџет за игру био највећи икада у индустрији игара ЗНД, али није било независног доказа ове тврдње.
Алфа тестирање руске верзије игре почело је септембра 2009, са само шест различитих возила (Су-85, БТ-7, Т-34, Панзер IV, Хамел, Тигар I) и једне полупопуњене мапе. До почетка затвореног бета тестирања, који је почео 30. јануара 2010, неколико десетина возила и три мапе су завршене. У три месеца, број захтева бета тестера је прешао 40.000, а преко 400.000 тенковских битака се одиграло.
Отворено бета тестирање руске верзије почело је 24. јуна 2010. године; у том тренутку, било је 7 мапа на располагању, заједно са више од 60 руских и немачких возила .
Затворени бета тест енглеске верзије игре почео је 8. јула 2010.
Руска верзија игре је званично објављена 12. августа 2010; Међутим, због техничких тешкоћа, гејм сервери испали су са мреже 13. августа. Према званичном саопштењу Wargaming.net, број World of Tanks корисника широм света достигао је 700.000, укључујући 500.000 корисника на руским серверима (350.000 активних играча), и 200.000 на западним серверима (150.000 активних играча). Број у шпицу истовремених корисника премашио је 43.000 на руским серверима и 10.000 на западним серверима. Просечни активни играч провео је 3 сата и 20 минута играјући игру сваког дана. Преко 10.000.000 битака се одиграло од септембра 2010. године.
До 4. јануара 2011. године забележено је више од милион World of Tanks регистрација широм света (САД, Европска унија и Русија). Ова прекретница достигнута је у мање од годину дана од лансирања бета затворене верзије у Русији.
5. јануара 2011. било је 74,536 играча истовремено онлајн на руском World of Tanks серверу, који је, према Wargaming.netu, постао светски рекордер међу ММО играма."Већина играча је повезана истовремено на један ММО сервер“. Светски рекорд је званично регистрован од стране Гинисове књиге
рекорда 23. јануара 2011, а осигуран је са 91,311 играча на ММО серверу.
Према званичном сајту игре, руски сервер прешао је један милион корисника 18. јануара 2011.
Отворена енглеска бета верзија игре је покренута 27. јануара 2011; а званично је била заказана за 12. април 2011.
World of Tanks предпоруџбине су заказане за америчке и европске кластере пре издања игре.
Игрица World of Tanks је објављена 12. априла 2011. у Европи и Северној Америци.
24. маја 2011. укупан број регистрованих на сва три сервера игре је достигао 3.000.000 играча (2.000.000 на руском серверу, а 1.000.000 на Европу и Северну Америку) .
18. новембра 2011. очекивана јавна тест верзија 0.7.0 је пуштена. Две нове мапе су пуштене на основу изгледа фјордова Норвешке и мочвара источне Европе. Нова текстура за тенкове такође је представљена.
16. јануара 2012, кинески „купи само" премијум тенк, Тип 59, уклоњен је из продавнице у игри. Разлог је био велика употреба овог тенка у игри, што је смањило разноврсност различитих тенкова на вишим нивоима. Тип 59 и даље ће бити коришћен у игри од стране играча који су га већ купили. То ће поново бити могуће само преко специјалних догађаја, у периодима који ће бити најављени унапред. Дана 2. фебруара 2012. златни Тип 59 тенк је био доступан као „купи-само“ ставка на кинеском серверу.
У 2013. години Wargaming.net лига одржала је неколико међународних World of Tanks турнира на којима су се награде кретале и до 300,000$.